# Pulad Bugha
Pulad Bugha (segle XIV) fou un amir mongol turquitzat al servei d'Amir Husayn i després de Tamerlà. Fou governador de Samarcanda i governador semi independent de Kabul.
Fou un dels principals amirs d'Amir Huseyn, amb qui va participar en diverses accions durant la guerra civil (1365-1368 i 1369). El 1367 Husayn el va designar governador de Samarcanda. Els governs dels amirs de Husayn eren de curta durada i poc després el 1368 fou nomenat governador de Kabul juntament amb el seu germà Ak Bugha. Mercès al desenvolupament de la guerra van esdevenir pràcticament independents fins a arribar a un punt que pràcticament estaven en rebel·lió oberta; però el 1368 Tamerlà i Husayn van acordar la pau i el segon va demanar ajut al primer contra els dos germans rebels a Kabul i a canvi el territori de Kabulistan es repartiria entre ells dos. Timur va agafar el comandament de l'avantguarda i Husayn el de l'exèrcit principal. Van sortir d'Arhanq) Sarai, i van creuar les muntanyes de l'Hindu Kush, i per ràpides marxes, van entrar al territori de Kabul. Quan aquesta notícia va arribar a Ak Bugha, va avançar amb un exèrcit per trobar als invasors. Timur va formar les seves forces en tres divisions, la primera sota Jughtai Bahadur, la segona sota Shaikh Ali Bahadur, i Timur en persona la tercera; els dos exèrcits van xocar i les forces de Timur van anar retrocedint poc a poc i Timur va haver d'atacar per recuperar terreny; va enviar una partida a tallar la retirada dels enemics i quan Ak Bugha va resultar ferit al cap, fou fet presoner i el seu germà Pulad Bugha va dirigir la retirada cap a la fortalesa; els homes de Timur van forçar l'accés amb martells i van entrar a la ciutadella i van fer presoner a Pulad. Husayn va felicitar a Timur pel seu èxit. Timur va retreure als dos germans presoners la seva revolta contra un amo que els havia elevat (però no diu si els va fer matar).
Poc després de la batalla va arribar Amir Husayn a Kabul, que va designar els càrrecs públics; Timur es va queixar de que no li agraïen els seus serveis i de que tampoc no es complia l'acord de repartiment del Kabulistan. Va abandonar la fortalesa enotjat i va acampar a la plana.